# Paul Strübing
Paul Strübing (* 2. November 1852 in Pyritz (Pommern); † 22. März 1915 in Greifswald) war ein deutscher Internist und Hochschullehrer.

## Leben
Er war der Sohn des Sanitätsrates Dr. Friedrich Strübing.
Nach dem Besuch des Gymnasiums in Pyritz studierte er von 1872 bis 1876 Medizin in Berlin, Halle und Greifswald. Nach der Promotion war er Assistent bei dem Augenarzt Professor Rudolf Schirmer und dem Internisten Professor Friedrich Mosler. Nach der Habilitation 1882 begab sich Strübing auf eine Studienreise nach Wien.
1887 eröffnete Paul Strübing aus eigenen Mitteln eine Poliklinik für Hals- und Nasenkranke in Greifswald. Während dieser Zeit schrieb er zahlreiche wissenschaftliche Abhandlungen und Bücher.
Im Jahre 1900 wurde er Ordinarius und Direktor der Medizinischen Universitätspoliklinik Greifswald und der Hals-Nasen-Ohren-Poliklinik in Greifswald.

## Bedeutung
Strübing gilt als Erstbeschreiber der Paroxysmalen nächtlichen Hämoglobinurie. Er beschrieb einen 29-jährigen Patienten mit Blutarmut und nächtlicher Ausscheidung von Hämoglobin in den Urin. Strübing ist anzurechnen, dass er die Krankheit als eigenständig erkannte und von der Autoimmunhämolytischen Anämie vom Kältetyp sowie der Marschhämoglobinurie abgrenzte.

## Werke
- P. Strübing: Paroxysmale Haemoglobinurie. In: DMW - Deutsche Medizinische Wochenschrift. Band 8, Nr. 01, Januar 1882, ISSN 0012-0472, S. 1–3, doi:10.1055/s-0029-1196307.
- Herpes Zoster und Lähmungen motorischer Nerven. Deutsches Archiv für klinische Medicin, Leipzig, volume 37.
- Ueber cystöse Nierendegeneration. Deutsches Archiv für klinische Medicin, Leipzig, volume 39.
- Die Laryngitis haemorrhagica. Wiesbaden, 1886.
- Ueber heterologe Nierenstrumen. Deutsches Archiv für klinische Medicin, Leipzig, volume 43.
- Ueber spontane Lungenhernien der Erwachsenen. [Virchows] Archiv für pathologische Anatomie und Physiologie und für klinische Medizin, Berlin, 116.
- Ueber Sprachbildung nach Ausschaltung des Kehlkopfs. Deutsche medicinische Wochenschrift, Berlin, 1888; und [Virchows] Archiv für pathologische Anatomie und Physiologie und für klinische Medizin, Berlin, 122.
- Zur Behandlung der Chlorose mit Schwefel. Mit Hugo Paul Friedrich Schulz (1853–1932). Deutsche medicinische Wochenschrift, Berlin, 1887.
- Ueber Neurosen der Athmung (Spanopnoe und Tachypnoe). August Hirschwald: Berlin 1896.
- Der Laryngospasmus (Spasmus glottidis, respiratorischer Kehlkopfkrampf), seine Genese und seine Beziehungen zu inneren Erkrankungen. Marhold: Halle 1897